# Karim Jendoubi
Karim Jendoubi (* 14. Juli 1975) ist ein ehemaliger tunesischer Straßenradrennfahrer.
Karim Jendoubi wurde 2006 tunesischer Meister im Straßenrennen, und er gewann das Eintagesrennen Championat de Tunésie aux Points. 2009 wurde er Arabienmeister im Mannschaftszeitfahren, gemeinsam mit Maher Hasnaoui.

## Erfolge
2006
- Tunesischer Meister – Straßenrennen

2009
- Arabische Straßenradmeisterschaften – Teamzeitfahren (mit Maher Hasnaoui)